# Mughiphantes cuspidatus
Mughiphantes cuspidatus Tanasevič & Saaristo, 2006 è un ragno appartenente alla famiglia Linyphiidae.

## Etimologia
Il nome proprio della specie deriva dal latino cuspidatus, cioè appuntito, fatto a punta e si riferisce alla parte distale della caratteristica lamella posta sul cymbium

## Caratteristiche
L'esemplare maschile ha lunghezza totale 2,03 mm; il cefalotorace è lungo 1,03 mm x 0,80 mm.

## Distribuzione
La specie è stata rinvenuta nel Nepal: L'olotipo maschile è stato reperito nella gola di Walungchung a nordovest di Ladza Khola, nel Distretto di Taplejung; i paratipi femminili sono stati rinvenuti nella valle di Simbua Khola (Distretto di Taplejung) a 3450-3700 metri di altitudine

## Tassonomia
Al 2013 non sono note sottospecie e non sono stati esaminati nuovi esemplari dal 2006.